# 堺市立赤坂台中学校
堺市立赤坂台中学校（さかいしりつ あかさかだい ちゅうがっこう）は、大阪府堺市南区赤坂台二丁にある公立中学校。
泉北ニュータウン光明池地区を校区とする。

## 沿革
- 1975年4月1日 - 開校
- 1978年6月30日 - 体育館竣工
- 1979年5月25日 - プール竣工
- 1997年10月15日 - 体育館改修工事竣工

## 通学区域
- 堺市立赤坂台小学校の通学区域[1][2]
  - 赤坂台全域、檜尾3065から9006番地

- 堺市立新檜尾台小学校の通学区域[1][2]
  - 新檜尾台全域

## 出身者
- 沢口靖子 - 女優
- 八木あかね - Jリーグ審判
- 中島浩司 - 元サッカー選手
- 岡山一成 - サッカー選手
- 橋本大祐 - 元プロ野球選手
- 小林誠司 - プロ野球選手・捕手、巨人
- 谷川愛梨 - NMB48
- 浜崎貴幸 - お笑い芸人
- 南條庄助 - お笑い芸人(すゑひろがりず)

## 交通
- 南海電鉄泉北線 光明池駅バス4番乗り場赤坂台回りで赤坂台小学校前または赤坂台3丁で下車。徒歩の場合は光明池駅から約20分である。